# Robert Coleman Richardson
Robert Coleman Richardson (n. 26 iunie 1937, Washington, D.C., District of Columbia, SUA – d. 19 februarie 2013, Ithaca, New York, SUA) a fost  un fizician american, laureat al Premiului Nobel pentru Fizică în 1996 împreună cu David Lee și Douglas Osheroff pentru descoperirea superfluidității izotopului heliu-3. 